# Simulium nigricorne
Simulium nigricorne es una especie de insecto del género Simulium, familia Simuliidae, orden Diptera.
Fue descrita científicamente por Dalmat, 1950.